# Коман Михайло Михайлович
Миха́йло Миха́йлович Ко́ман (1 квітня 1928, Люботин, Чехословаччина — 21 лютого 2015, Київ, Україна) — радянський футболіст та тренер, нападник. Майстер спорту (1954), Заслужений тренер УРСР (1961).

## Життєпис
Михайло Коман народився у багатодітній родині в чехословацькому селі Люботин 1 квітня 1928 року. Коли хлопцю виповнилося 6 років, сім'я переїхала до Севлюша (Виноградів), де й почав займатися футболом легендарний у майбутньому гравець. Своїм першим тренером Коман вважає півзахисника збірної Угорщини Гейза Шустера, що взяв його під опіку, коли Михайло займався у четвертому класі української народної школи. У 1942 році Комана було зараховано до команди механічного технікуму, а трохи згодом він почав виступати за місцевий «Партизан». Рік потому у місті з'явилися три команди (українська, єврейська та угорська), які підпорядковувалися місцевим млинам і з гравцями яких розраховувалися борошном та олією. Щоб прогодувати сім'ю, юний футболіст по черзі грав за усі три команди. Після приходу Червоної Армії команди було об'єднано в одну.
У 1948 році Михайло Коман опинився в ужгородському «Спартаку», де на той час було зібрано найкращих гравців Закарпаття. Про команду, сформовану з молодих талановитих футболістів, одразу ж заговорили у футбольних колах. І вже у тому ж році сталася подія, що визначила подальшу долю багатьох ужгородських майстрів шкіряного м'яча. 20 жовтня 1948 року у фіналі Кубка УРСР спартаківці зустрічалися з київським «Динамо» і у впертій боротьбі поступилися з рахунком 1:2. Наступного ж дня відразу 12 футболістів ужгородської команди були переведені до Києва.
У першому ж сезоні молоді закарпатці відмінно зарекомендували себе у дублі «Динамо», без проблем розбираючись з будь-яким суперником. Цілком природно, що саме вони й стали володарями золотих медалей турніру дублюючих складів того року. Крок за кроком Михайло Коман відвойовував місце у основному складі киян. У 1950 році він забив м'яч, що допоміг «Динамо» втриматися у вищій лізі чемпіонату СРСР. Слід зазначити, що забитий цей м'яч був рукою, однак арбітр не помітив порушення і зарахував взяття воріт. Коман вирізнявся просто фантастичним відчуттям голу — він завжди опинявся на добиванні саме там, де було потрібно, а завдяки великому арсеналу футбольних хитрощів нерідко пошивав захисників суперника у дурні.
Знову ж таки 20 жовтня, проте вже 1954 року, в житті Михайла Михайловича сталася ще одна визначна подія — завдяки його голу київське «Динамо» вперше в історії завоювало трофей всесоюзного значення. У фіналі кубка СРСР динамівці зустрічалися у Москві зі «Спартаком» з Єревану. За рахунку 1:1 Коман продемонстрував індивідуальну майстерність, обігравши декількох єреванців, та вийшов сам-на-сам зі спартаківським голкіпером, що почав скорочувати кут обстрілу та рухатися на зустріч нападнику киян. Витримавши необхідну паузу, Михайло Коман м'яко перекинув м'яч через голкіпера, встановивши остаточний підсумок матчу та назавжди закарбувавши імена того складу киян у літописі клубу. Михайло Коман практично все зароблене за перемогу в Кубку 1954 переадресував додому.
Провівши ще чотири блискучі сезони у біло-голубій формі, Михайло Михайлович отримав пропозицію очолити дублюючий склад «Динамо» і майже без роздумів погодився, тим більше, що на той час він мав певні проблеми зі здоров'ям, що виникли внаслідок перенапруги після турне Африкою. А вже наступного року Коман увійшов до тренерського штабу першої команди, яка завоювала спочатку срібні медалі чемпіонату, а згодом вперше в історії стала найкращою командою СРСР. Того ж року він отримав почесне звання «Заслужений тренер УРСР». Саме завдяки Коману в «Динамо» опинилися такі майстри як Йожеф Сабо, Василь Турянчик, Федір Медвідь, Володимир Мунтян та інші.

Могила Михайла Комана, Байкове кладовище

Допомагав головним тренерам київського клубу Михайло Михайлович протягом 13 років — з 1960 по 1973 рік. Після цього певний час працював директором ДЮСШ «Динамо» та тренером юнацької збірної СРСР. А у 1977 році став начальником команди «Динамо» (Київ). Цю посаду Коман обіймав аж до 1984 року, поки знову не повернувся на керівну посаду до дитячо-юнацької школи.
У 1988 був призначений начальником відділу республіканської ради «Динамо», де пропрацював два роки, після чого повернувся до тренерського штабу «Динамо». У 1993 році Михайло Коман очолив ДЮСШ, де втім не на довго затримався, обійнявши у липні 1995 року посаду начальника команди «Динамо-3», на якій пропрацював аж до розформування команди у 2008 році.
Окрім тренерської справи брав участь у суспільному житті — певний час був головою тиражної комісії «Молодьспортлото», очолював клуб любителів футболу «КоманДа».
Помер 21 лютого 2015 року на 87-му році життя. Похований на Байковому кладовищі (ділянка № 47).

### Сім'я
Був одружений двічі. Від першого шлюбу має доньку Єву, що живе в Угорщині. Вдруге одружився вже після 60 років, дружина Раїса молодша за Михайла Михайловича майже на 40 років. У 1991 році у них народився син Михайло, який навчався у Національному університеті фізичного виховання та спорту.

## Досягнення
Командні трофеї
- Срібний призер чемпіонату СРСР (1): 1952
- Володар Кубка СРСР (1): 1954
- Бронзовий призер Спартакіади народів СРСР 1956
- Чемпіон СРСР серед дублерів (1): 1949
- Фіналіст кубка УРСР: 1948.

Індивідуальні досягнення
- Майстер спорту (1954)
- Заслужений тренер УРСР (1961)
- У списку «33-х найкращих футболістів СРСР» (3): № 2 (1957), № 3 (1955,1956)

Державні нагороди
- Орден «За заслуги» II ст. (14 липня 2004) — за вагомий особистий внесок у розвиток та популяризацію вітчизняного футболу, підготовку молодих футболістів, піднесення міжнародного спортивного престижу України та з нагоди 110-річчя українського футболу[5]
- Орден «За заслуги» III ст. (16 червня 1998) — за вагомий особистий внесок у розвиток українського футболу[6]
- Медаль «За трудову доблесть»